# Dalbergia altissima
Dalbergia altissima är en ärtväxtart som beskrevs av Baker f.. Dalbergia altissima ingår i släktet Dalbergia, och familjen ärtväxter. Inga underarter finns listade i Catalogue of Life.